# Viviane Namaste
Viviane Namaste est une professeure féministe canadienne. Ses recherches portent sur la santé (en particulier sur le VIH/sida), le travail du sexe, et la représentation culturelle des personnes transgenres,.

## Biographie
Viviane Namaste est diplômée de l'Université Carleton en 1989 avec un Bachelor of Arts (l'équivalent d'une Licence en sciences humaines et sociales en France). Elle a ensuite obtenu une maîtrise en sociologie à l'Université York puis soutenu un doctorat à l'Université du Québec à Montréal en sémiotique et linguistique,. Elle a travaillé au sein d'ACT UP Paris. En 2001, elle a reçu le "Prix du Livre d'Exceptionn" du Centre Gustavus Myers pour son ouvrage Invisible Lives: The Erasure of Transsexual and Transgendered People ("Vies invisibles : l'effacement des personnes transsexuelles et transgenres"). Cette même année, Namaste a également assuré la réalisation du documentaire Madame Lauraine's Transsexual Touch (La touche transsexuelle de Madame Lauraine) qui parle des travailleuses du sexe transgenres, des questions de santé sexuelle et de la clientèle.
Viviane Namaste est aujourd'hui professeure agrégée et titulaire de la Chaire de recherche sur le VIH/sida et la santé sexuelle à l'Université Concordia de Montréal (Québec, Canada). En 2009, elle a reçu le « Prix canadien de l'action contre le VIH / sida et pour les droits humains », qui est décerné conjointement par le Réseau juridique canadien sur le VIH/sida et l'ONG Human Rights Watch.
En 2012, Viviane Namaste a été en première ligne d'une grève du personnel de l'Institut Simone de Beauvoir (SDBI) de l'Université de Concordia menée  contre l'augmentation des frais de scolarité,. En 2013, elle a été appelée à titre d'intervenante officielle lors d'une audience à la Cour suprême du Canada sur la question de savoir si l'interdiction du racolage, la fermeture des maisons closes et la criminalisation du fait de vivre de la prostitution violaient la Charte des droits.
Le journal féministe Hypatia a qualifié le travail de Viviane Namaste d'"extrêmement important". Celle-ci a affirmé publiquement qu'elle considère le militantisme plus important que le travail dans les sciences humaines.

## Ouvrages publiés
Imprimés interdits : La censure des journaux jaunes au Québec, 1955-1975
Dans le Québec d'après-guerre, une nouvelle forme de communication populaire voit le jour: les «journaux jaunes», ainsi nommés en raison de la mauvaise qualité de leur papier. Ils contenaient tous les ragots sur les artistes, les cabarets et la vie nocturne, avec un contenu fortement orienté sur la sexualité.
Invisible Lives: The Erasure of Transsexual and Transgendered People (Vies invisibles: l'effacement des personnes transsexuelles et transgenres)
Invisible Lives met en évidence le degré d'effacement des personnes transgenres par la psychiatrie médicale. Il s'inspire également des expériences vécues au quotidien par des personnes transgenres et décrit comment leur identité de genre porte à conséquences sur toutes les facettes de leur vie, de l'obtention d'un logement aux soins de santé. Le Library Journal a écrit que Invisible Lives a "innové avec l'une des premières études sociologiques de la communauté TS/TG" .
Sex Change, Social Change: Reflections on Identity, Institutions, and Imperialism (Changement de sexe, changement social: réflexions sur l'identité, les institutions et l'impérialisme)
Ce livre part d'études de cas pour analyser des éléments tels que les droits humains et la prostitution pour étudier la politique transsexuelle au Québec et au Canada. Viviane Namaste se demande ce qui fait d'une personne une femme et si les transsexuelles MtF (male to female - hommes devenues femmes) devraient être incluses dans les espaces des femmes. Namaste explore également la manière dont le genre et le sexe sont définis dans notre culture et discute de la manière quotidienne dont les transsexuel·les sont confronté·es à la discrimination. En fin de compte, elle recommande que les féministes « intègrent la politique et la théorie transsexuelles dans leur travail ». Le Hypatia considère dans sa critique de Sex Change, Social Change que Namaste « prend parfois des positions opposées à celles des militant·es et théoricien·nes transsexuel·les et transgenres qui travaillent dans des cadres gays, lesbiens ou queers ». Canadian Dimension écrit que son livre rend le sujet « accessible à celles et ceux qui ne connaissent pas le corpus actuel de travaux sur la transsexualité ».
C'était du spectacle! L'histoire des artistes transsexuelles à Montréal, 1955-1985
Ce livre explore la vie de quatorze artistes de cabaret transsexuelles dont Lana St-Cyr. Il montre à quel point la culture du cabaret doit aux apports des artistes transgenres et les travesties. Passant en revue les changements sociaux survenus dans les années 1960 et 70 au Québec, ce livre rend compte des conditions de travail de ces danseuses de cabaret, ainsi que des harcèlements policiers et des conditions d'accès aux soins des artistes. 